# リトル・シーザーズ
リトル・シーザーズ（英：Little Caesars）は、アメリカ合衆国に本社を置くピザ専門ファストフードチェーン店である。米国における2020年度の総売上高では、ピザハット、ドミノ・ピザに次ぐ第3位のピザチェーンである。1959年に設立され、米国をはじめ、アジア、中東、カナダ、中南米、カリブ海諸国など国際的にピザレストランの運営とフランチャイズ展開を行っている。本社はミシガン州デトロイトのフォックス・シアターにある 。リトル・シーザー・エンタープライズは、イリッチ・ホールディングスが所有している。

## 歴史
リトル・シーザーズ・ピザは1959年5月8日にマイク・イリッチとマリアン・イリッチによって創業された。最初の店舗はミシガン州ガーデン・シティーのストリップモールにあり、「Little Caesar's Pizza Treat」と名付けられた。この店舗は2018年10月に閉店した。
リトル・シーザーズの最初のフランチャイズ店は1962年にミシガン州ウォーレンに開店し、当時はまだ「Little Caesar's Pizza Treat」という名前だった。同年、リトル・シーザーズのロゴは3Dフィギュアとなり、屋外看板に使用されるようになった。
2008年から2015年にかけて、リトル・シーザーズは米国で最も急成長したピザチェーンであった。
2017年、リトル・シーザーズ・アリーナの開業に合わせ、リトル・シーザーズのロゴが更新された。キャラクターのシーザーの胸毛を消し、花輪を更新し、トガを更新して「Little Caesars」の「LC」の文字を隠した。また、1980年代から広告に使われていた漫画的なシーザーに代わり、更新したシーザーを広告に使うようになった。

## フランチャイズ
リトル・シーザーズは1962年に最初のフランチャイズを販売し、1987年には全米50州にレストランを展開していた。
2017年には、全世界に5,463のレストランを展開していた。2022年には、カナダ、ホンジュラス、ニカラグア、コスタリカ、ドミニカ共和国、メキシコ、コロンビア、パナマ、ペルー、フィリピン、トルコ、ヨルダン、エジプト、グアテマラ、バルバドス、バハマ、サウジアラビア、エルサルバドル、ジャマイカ、バーレーン、トリニダード・トバゴ、チリ、イギリス、スペイン、シンガポール、ロシア、インドに展開している。

## イリッチ・ホールディングス
イリッチ・ホールディングスは、マリアン・イリッチが所有する企業を管理する。その企業は、ナショナル・ホッケー・リーグのデトロイト・レッドウィングス（そのアリーナ名はピザチェーンに因んでリトル・シーザーズ・アリーナ）、メジャーリーグベースボールのデトロイト・タイガース、ブルーライン・フーズサービス・ディストリビューション、リトル・シーザーズ・ピザキット、チャンピオンフーズ、オリンピア・エンターテインメント、オリンピア・ディヴェロップメント、アップタウン・エンターテイメント、ホッケータウンカフェ（シティシアターの場所）、フォックス・シアターを含む。